# 柴田隆太朗
柴田 隆太朗（しばた りゅうたろう、1992年11月25日 - ）は、長崎県長崎市出身の元プロサッカー選手。ポジションは、ミッドフィールダー（MF）。

## 来歴
長崎県長崎市出身。日本代表の吉田麻也と同郷で、4歳年上の吉田とは小学生の時に同じチームに所属していた。なお、サッカーを始めたきっかけは、「サッカー部に入ればハムスターを飼ってくれると父に言われたから野球ではなくサッカーを選んだ」というエピソードをスカパー!のインタビューで明かしている。
国見中学校、国見高校を経て、拓殖大学へ進学。在学中の2013年3月、栃木SCの特別指定選手に承認されたが、直後に右膝を痛めて離脱し、1年以上満足に練習できない状態が続いた。
2015年より、松本山雅FCへ加入。プロ1年目はヤマザキナビスコカップの予選リーグ全試合に出場し、2年目の2016年3月26日、J2第5節のレノファ山口FC戦でリーグ戦デビューをした。しかし同年4月、両膝骨軟骨損傷の負傷で手術を受け、全治3か月の診断が発表された。同年9月にも同箇所を手術した。
2017年12月8日、現役引退を発表した。
引退後は松本山雅時代の同僚高崎寛之が開業したカフェの店長を務める。現在は福岡県の某スポーツ店のスタッフとして勤務している。

## 所属クラブ
ユース経歴
- 南陵クラブ
- 仁田サッカースポーツ少年団
- 雲仙市立国見中学校
- 長崎県立国見高等学校
- 拓殖大学
  - 2013年3月 - 同年12月  栃木SC（特別指定選手）

プロ経歴
- 2015年 - 2017年  松本山雅FC

## 個人成績
| 国内大会個人成績 | 国内大会個人成績 | 国内大会個人成績 | 国内大会個人成績 | 国内大会個人成績 | 国内大会個人成績 | 国内大会個人成績 | 国内大会個人成績 | 国内大会個人成績 | 国内大会個人成績 | 国内大会個人成績 | 国内大会個人成績 |
| 年度             | クラブ           | 背番号           | リーグ           | リーグ戦         | リーグ戦         | リーグ杯         | リーグ杯         | オープン杯       | オープン杯       | 期間通算         | 期間通算         |
| 年度             | クラブ           | 背番号           | リーグ           | 出場             | 得点             | 出場             | 得点             | 出場             | 得点             | 出場             | 得点             |
| 日本             | 日本             | 日本             | 日本             | リーグ戦         | リーグ戦         | リーグ杯         | リーグ杯         | 天皇杯           | 天皇杯           | 期間通算         | 期間通算         |
| ---------------- | ---------------- | ---------------- | ---------------- | ---------------- | ---------------- | ---------------- | ---------------- | ---------------- | ---------------- | ---------------- | ---------------- |
| 2015             | 松本             | 27               | J1               | 0                | 0                | 6                | 0                | 0                | 0                | 6                | 0                |
| 2016             | 松本             | 27               | J2               | 1                | 0                | -                | -                | 0                | 0                | 1                | 0                |
| 2017             | 松本             | 27               | J2               | 0                | 0                | -                | -                | 2                | 0                | 2                | 0                |
| 通算             | 日本             | 日本             | J1               | 0                | 0                | 6                | 0                | 0                | 0                | 6                | 0                |
| 通算             | 日本             | 日本             | J2               | 1                | 0                | -                | -                | 2                | 0                | 3                | 0                |
| 総通算           | 総通算           | 総通算           | 総通算           | 1                | 0                | 6                | 0                | 2                | 0                | 9                | 0                |

- 2013年は特別指定選手

出場歴
- 公式戦初出場 - 2015年3月18日 ナビスコ杯予選リーグ第1節 vsサガン鳥栖（ベストアメニティスタジアム）
- Jリーグ初出場 - 2016年3月26日 J2第5節 vsレノファ山口FC（松本平広域公園総合球技場）